# Eriogaster czipkai
Eriogaster czipkai is een vlinder uit de familie van de spinners (Lasiocampidae). De wetenschappelijke naam van de soort is voor het eerst geldig gepubliceerd in 1975 door De Lajonquière.